# Nara (Sprache)
Nara (auch: Nera, eigentlich: nəra bana „Himmels-Sprache“) ist eine Sprache, die im Westen Eritreas nördlich von Barentu in der Region Gash-Barka von etwa 80.000 Menschen gesprochen wird.
Sie ist auch unter der abwertenden Bezeichnung Barya (auch: Barea, amharisch für „Sklave“), die früher für ihre Sprecher verwendet wurde, bekannt. Die Sprecher werden Nara genannt und sind Muslime.
Nara wird dem ostsudanischen Zweig der nilosaharanischen Sprachfamilie zugerechnet. Innerhalb dieser Gruppe gehört es zu der Untergruppe von Sprachen, die das Pronomen der 1. Person Singular („ich“) mit dem Element k bilden (ag).
Die Grundwortstellung der Sprache ist Subjekt-Objekt-Verb.
Die Sprache hat bis um 1976, als Nara ihre Sprache zu schreiben begannen, praktisch keine Literaturtradition.
In Eritrea ist Nara als eine von neun „Nationalsprachen“ anerkannt, die formell als gleichberechtigt gelten; faktisch haben Tigrinya und Arabisch die weitaus größte Bedeutung als Amtssprachen.